# Herausgeberfiktion
Die Herausgeberfiktion (auch: Manuskriptfiktion) ist ein literarischer Kunstgriff, der gelegentlich in Romanen angewendet wird. Wenn ein Autor die Möglichkeiten der Herausgeberfiktion nutzt, dann gibt er vor,  dass es in der fiktiven Welt, die er erschaffen hat, eine Person gibt, die den Text als fertigen Text vorgefunden hat. Der vom Autor geschaffene fiktive Herausgeber kann berichten, wie es zu dem Entschluss gekommen ist, den Roman zu veröffentlichen, er kann anführen, was er zu den auftretenden Personen an Zusatzinformationen sammeln konnte, und er kann wertende Stellungnahmen abgeben. Eine Variante der Herausgeberfiktion, bei der der Herausgeber zugleich als Übersetzer auftritt, wird als Übersetzerfiktion bezeichnet.

## Beispiele
Der Kunstgriff der Herausgeberfiktion lässt sich keiner bestimmten Epoche der Literaturgeschichte zuordnen. Man findet das entsprechende Vorgehen in Cervantes’ Don Quijote, in Defoes Robinson Crusoe, in Goethes Werther, in Cáo Xuěqíns Traum der roten Kammer, in Manzonis I promessi sposi, in zahlreichen Romanen von Henry Rider Haggard, in H. G. Wells’ Die Insel des Dr. Moreau ebenso wie in Nabokovs Fahles Feuer, in Umberto Ecos Der Name der Rose, Walter Moers’ Die Stadt der Träumenden Bücher und Ingo Schulzes 33 Augenblicke des Glücks.
Beispiel 1: Goethes Die Leiden des Jungen Werthers ist als ein Briefroman angelegt. Werther erzählt in Briefen an seinen Freund Wilhelm von seiner unglücklichen Liebe zu Lotte. Gegen Ende des Buches steigern sich Werthers Gefühle von Unglück und treiben ihn zu dem Entschluss, Suizid zu begehen. Damit der Leser auch noch die Entwicklungen in der letzten Phase von Werthers Leben nachvollziehen kann, bringt Goethe einen Herausgeber ins Spiel. Dieser hat in den letzten Kapiteln die Funktion, die in anderen Romanen der Erzähler hat, das heißt, er erzählt von Werthers letzten Begegnungen mit Lotte und auch von seinem Tod.
Beispiel 2: Fernando Arrabal stellt in seinem Roman Der erleuchtete Stein dem Haupttext einen „Hinweis des Herausgebers“ voran. Der fiktive Herausgeber erklärt darin, dass es sich bei dem Text um einen gefundenen handelt. Keiner der Sätze des Romans sei von ihm verändert worden. Arrabal verschafft sich mit der Herausgeberfiktion die Möglichkeit, wertende Kommentare zum eigenen Text mit in den Text einfließen zu lassen. Konkret: Der fiktive Herausgeber klassifiziert den Text als sehr unkonventionell und wundert sich über die verwegene Wortwahl, die er häufig im Text vorfindet. Dadurch entstehen ironische Effekte.
Beispiel 3: In Italo Svevos Zeno Cosini fungiert ein Psychoanalytiker als fiktionaler Herausgeber, der aus Rache für eine abgebrochene Therapie die Tagebuchaufzeichnungen seines Patienten dem Hohn der Öffentlichkeit preisgeben möchte.

## „Der fiktionale Herausgeber“
Arata Takeda verwendet den Begriff des „fiktionalen“ Herausgebers, um einen Herausgeber zu bezeichnen, der trotz seiner Nicht-Identität mit dem Autor im Verhältnis zu seinem Leser real sein will (z. B. der Herausgeber in Goethes Werther oder Lorenzo Alderani in Ugo Foscolos Jacopo Ortis). Damit unterscheidet Takeda den fiktionalen Herausgeber sowohl vom „angeblichen“ als auch vom „fiktiven“ Herausgeber, wie sie in der Forschungsliteratur häufig undifferenziert bezeichnet werden. Der angebliche bzw. fingierte Herausgeber stellt dem Wortsinn nach den Autor selbst dar, der sich als solcher ausgibt (z. B. der „Editor“ in Samuel Richardsons Pamela oder der „éditeur“ in Rousseaus Nouvelle Héloïse), während der fiktive Herausgeber nicht in der Realität, sondern nur im Text existiert (z. B. Richard Sympson in Jonathan Swifts Gulliver's Travels oder der „rédacteur“ in Choderlos de Laclos’ Liaisons dangereuses). In der immer raffinierteren und reflektierteren Ausgestaltung der Strategien der Herausgeberfiktion im Briefroman des 18. Jahrhunderts sieht Takeda eine graduelle Entwicklung von einer auktorialen Herausgeber-Instanz zu einer fiktionalen Herausgeber-Figur.